# مارانی (گرجستان)
مارانی (به لاتین: Marani) یک منطقهٔ مسکونی در گرجستان است که در سامگرلو-زمو سوانتی واقع شده‌است. مارانی ۱٬۱۵۳ نفر جمعیت دارد.